# Garrettsville
Garrettsville és una població dels Estats Units a l'estat d'Ohio. Segons el cens del 2000 tenia 2.262 habitants.

## Demografia
Segons el cens del 2000, Garrettsville tenia 2.262 habitants, 930 habitatges, i 619 famílies. La densitat de població era de 345,2 habitants per km².
Dels 930 habitatges en un 33,2% hi vivien nens de menys de 18 anys, en un 54,4% hi vivien parelles casades, en un 8,4% dones solteres, i en un 33,4% no eren unitats familiars. En el 29,4% dels habitatges hi vivien persones soles l'11,5% de les quals corresponia a persones de 65 anys o més que vivien soles. El nombre mitjà de persones vivint en cada habitatge era de 2,43 i el nombre mitjà de persones que vivien en cada família era de 3,04.
Per edats la població es repartia de la següent manera: un 25,9% tenia menys de 18 anys, un 8,4% entre 18 i 24, un 31,4% entre 25 i 44, un 21,7% de 45 a 60 i un 12,6% 65 anys o més.
L'edat mediana era de 37 anys. Per cada 100 dones de 18 o més anys hi havia 90,6 homes.
La renda mediana per habitatge era de 47.256 $ i la renda mediana per família de 54.297 $. Els homes tenien una renda mediana de 39.469 $ mentre que les dones 28.080 $. La renda per capita de la població era de 20.198 $. Aproximadament el 2,5% de les famílies i el 4,4% de la població estaven per davall del llindar de pobresa.

## Poblacions més properes
El següent diagrama mostra les poblacions més properes.

## Fills il·lustres
- Hart Crane